# 9 (film 2002)
9 è un film turco del 2002 diretto da Ümit Ünal.